# Louis Cluchague
Pas d'image ? Cliquez ici

a Compétitions nationales et continentales officielles uniquement.

b Matchs officiels uniquement.
Louis Cluchague est un joueur français de rugby à XV, né le 20 août 1902 à Lons et mort le 23 juillet 1978 à Pau, de 1,70 m pour 80 kg, ayant joué au poste de trois-quarts aile gauche ou droit, en sélection nationale, à la Section paloise, et surtout au Biarritz olympique durant plus d'une dizaine d'années jusqu'en 1935. 

## Carrière de joueur

### Carrière en club
Louis Cluchague commence sa carrière à l'aile, et comme ses frères René et Emile fait ses classes à l'Avenir palois. Il rejoint ensuite le grand club du Béarn, la Section paloise en 1920.
En 1922, il rejoint le  Biarritz olympique,demi-finaliste du championnat de France 1922-1923. 
Louis Cluchague inscrit notamment un essai avec le Biarritz olympique le 19 avril 1925 en finale du championnat Honneur (deuxième division) contre l'AS Montferrand (défaite 14-6). 
Il participe ensuite le 26 avril 1925 au match de barrage opposant le Biarritz à l'US Cognac qui voit l'équipe basque accéder à l'élite du rugby français grâce à un essai de Louis Cluchague réalisé en prolongation (3-0).

### Carrière internationale
Louis Cluchague compte 2 sélections au poste d'ailier en équipe de France de Rugby. Louis Cluchague a disputé son premier match avec l'équipe de France le 1er janvier 1924 contre l'Écosse, et le second le 13 avril 1925 face à l'Angleterre. 

## Fondateur de L'US Nord-Est
Dès 1957, Louis Cluchague, alors directeur de l'école Nord-Est de Pau invite Gérard Lom, joueur de la Section Paloise, à venir chaque dimanche matin dans la cour de l'école pour initier les enfants du quartier au rugby. C'est ainsi qu'a débuté l'idée d'une école de « rugby-goudron », portée par leur passion pour le sport et leur engagement bénévole. 
En 1963, il devient, avec l'ancien troisième ligne aile de la Section paloise Gérard Lom, le fondateur de l'US Pau (alors appelée US Nord-Est), club scolaire avec lequel il atteint les demi-finales du championnat de France junior. 
Aujourd'hui, l'US Nord-Est brille par sa section basket-ball. 
Il est maître puis directeur de l'école Henri Lapuyade et, en tant que leader communiste local, élu d'opposition au conseil municipal palois sous les mandats de Louis Sallenave.

## Biographie
Louis Cluchague était le troisième d'une fratrie de six enfants, né dans une famille d'huissier, mais il était souvent rebelle, anticonformiste et antimilitariste. Il a reçu les sacrements catholiques dans sa jeunesse et a suivi sa scolarité à l'école Marca puis à l'école primaire supérieure et professionnelle Saint-Cricq à Pau. En 1918, il a intégré l'École normale d'instituteurs de Lescar, mais a été exclu pour insubordination envers le directeur.
Après son service militaire en tant que caporal, il a travaillé en tant qu'instituteur, d'abord à Saint-Sever, puis dans différentes localités des Basses-Pyrénées. Dans le domaine de l'éducation, Cluchague a encouragé la création de l'Association des parents d'élèves et amis de l'école Nord-Est en 1947, ainsi qu'un restaurant scolaire en association avec son épouse. Il a également contribué à la création d'un club scolaire et à d'autres initiatives culturelles et sportives dans son école.
Cluchague était membre des Amis de l'Union soviétique et a effectué un voyage d'études en Union soviétique en 1936. Il a donné de nombreuses conférences sur ce sujet à son retour. Pendant la Seconde Guerre mondiale, il a été mobilisé, puis arrêté par les autorités allemandes en 1941, mais a été libéré un mois plus tard. Il a ensuite été impliqué dans la Résistance et détaché auprès du Comité départemental de Libération.
Il était également membre du Syndicat national des instituteurs et a joué un rôle actif au sein du Parti communiste français depuis les années 1940. Il a siégé au conseil municipal de Pau, a été candidat au Conseil général et a participé à diverses actions communistes locales, notamment en faveur de l'école laïque et de la paix en Algérie.

## Postérité
Une rue situé dans le nord-est de la commune de Pau porte le nom de Louis Cluchague, située à proximité du Centre scientifique et technique Jean-Féger.

## Palmarès
- 2 sélections en équipe de France, en 1924 et 1925
- Vainqueur de l'Écosse durant l'édition 1924 du Tournoi des Cinq Nations à Colombes
- Champion de France en 1935 avec Biarritz (mais ne participe pas à la finale)
- Vice-champion de France en 1934 avec Biarritz